# Pseudohelotium vernale
Pseudohelotium vernale är en svampart som tillhör divisionen sporsäcksvampar, och som först beskrevs av Josef Velenovský, och fick sitt nu gällande namn av Svr?ek. Pseudohelotium vernale ingår i släktet Pseudohelotium, och familjen Helotiaceae. Arten är reproducerande i Sverige.